# Paraphidippus incontestus
Paraphidippus incontestus là một loài nhện trong họ Salticidae.
Loài này thuộc chi Paraphidippus. Paraphidippus incontestus được Richard C. Banks miêu tả năm 1909.